# Praetor urbanus
De praetor urbanus was de pretor verantwoordelijk voor de stad Rome.
Wegens het vermeerderen van zijn bezigheden en de invloed van vreemden, werd tijdens de Eerste Punische Oorlog (247/242 v.Chr.), nog een tweede pretor gekozen, qui inter cives Romanos et peregrinos ius diceret ("die tussen Romeinse burgers en vreemdelingen recht moest spreken"), vandaar praetor peregrinus geheten, de andere pretor, qui ius inter cives dicit ("die recht tussen burgers (onderling) sprak"), werd nu praetor urbanus of urbis genoemd. De praetor urbanus stond in rang hoger dan de praetor peregrinus, vandaar dat hij ook praetor maior of honoratus werd genoemd.
Vanaf 337 v.Chr. was het pretorschap ook voor plebejers toeganklijk geworden. Na hun benoeming lootten de beide pretoren om hun ambtsterrein (sors urbana en peregrina). Soms nam de praetor urbanus (die eigenlijk niet langer dan tien dagen uit de stad afwezig mocht zijn) ook de functies van zijn ambtgenoot op zich, indien deze het opperbevel over een leger (imperium) had ontvangen, zoals hij tevens, in vele gevallen, de afwezige consuls kon vertegenwoordigen, bijvoorbeeld bij het oproepen van de senaat, het werven van troepen, het houden van de comitia, enzovoorts.
Nadat de praetor urbanus zijn ambt had aanvaard en de wetten had bezworen, beklom hij het openbare spreekgestoelte (rostra) en maakte zijn edictum praetoris bekend, dit is de verzameling van de rechtsstellingen, volgens welke hij recht zou spreken. Dit heette ook formula of lex annua en was op een witte muur, later op een gepleisterde houten tafel (album), met grote rode of zwarte letters geschreven unde de plano recte legi posset ("vanwaar men het vanop de grond makkelijk moet kunnen lezen"). De andere pretoren gaven ook dergelijke edicten. Verder was aan de praetor urbanus de regeling opgedragen van de Ludi Apollinares, circenses en Megalenses. In de jaren dat er geen censors waren, werd daarenboven aan de praetor urbanus, door de senaat opgedragen, te zorgen voor het onderhoud van de openbare gebouwen (sarta tecta exigebat; "de bouwtechnische aspecten onder de loep nam").